# Ricardo García Cárcel
Ricardo García Cárcel (Requena, Valencia, 1948) es un historiador y ensayista español. Obtuvo la licenciatura de Filosofía y Letras, con premio extraordinario, en la Universidad de Valencia en 1970, doctorándose en 1973, asimismo, con premio extraordinario. Catedrático de Historia Moderna en la Universidad Autónoma de Barcelona. Es miembro del Foro Babel.
Es académico correspondiente de Real Academia de la Historia desde 2001.
Su último libro es: El demonio del sur. La leyenda negra de Felipe II, Cátedra, Madrid, 2017.

## Obra
Se pueden subrayar en su obra las siguientes temáticas:
- La imagen de España, con sus estudios acerca de la Leyenda Negra.
- La Inquisición y el Siglo de Oro.
- La Historia de Valencia y la de Cataluña, y en particular el periodo de la Guerra de Sucesión.

### Algunos libros
- La herencia del pasado: las memorias históricas de España, Barcelona, Galaxia Gutenberg, 2011
- García Cárcel, Ricardo y Serrano Martín, Eliseo (eds.), El hispanismo francés del siglo XVIII: exilio, memoria persona y memoria histórica, Zaragoza, Instituto Fernando el Católico, 2009
- El sueño de la nación indomable: los mitos de la guerra de la Independencia, Madrid, Temas de Hoy, 2007
- Herejes, Barcelona, Círculo de Lectores, 2005
- Rebeldes, Barcelona, Círculo de Lectores, 2004
- Marginales, Barcelona, Círculo de Lectores, 2004
- La construcción de las historias de España, Madrid, Marcial Pons, 2004
- De los elogios a Felipe V, Madrid, Centro de Estudios Políticos y Constitucionales, 2002
- Felipe V y los españoles: una visión periférica del problema de España, Barcelona, Plaza & Janes, 2002; Barcelona, Nuevas Ediciones de Bolsillo, 2003
- Historia de España siglos XVI y XVII:La España de los Austrias, Madrid, Cátedra, 2003
- Historia de España del siglo XVIII: la España de los Borbones, Madrid Cátedra, 2002
- Felipe II y Cataluña, Valladolid, Secretariado de Publicaciones de la Universidad de Valladolid, 1997
- Las culturas del Siglo de Oro, Madrid, Historia 16, 1989, 1996 y 1998 (reeditado por la Editorial Alba en 2006)
- La Inquisición, Madrid, Anaya, 1995 (reeditado en 2009)
- La Leyenda Negra: Historia y Opinión, Madrid, Alianza, 1992 (reeditado por Anaya en 2008)
- Historia de Cataluña: siglos XVI y XVII (I y II), Barcelona, Ariel, 1985
- Les germanies de València, Barcelona, Edicions 62, 1981
- Pau Claris: la revolta catalana, Barcelona, Dopesa, 1980; Barcelona, Ariel, 1985
- Herejía y sociedad en el siglo XVI: La Inquisición en Valencia, 1530-1609, Barcelona, Península, 1980
- Orígenes de la Inquisición Española. El Tribunal de Valencia 1478-1530, Barcelona, Península, 1976
- Las Germanías de Valencia, Barcelona, Península, 1975
- Las Cortes del reinado de Carlos I, Valencia, Departamento de Historia Moderna de la Universidad de Valencia, 1973

## Libros en colaboración
- García Cárcel, R.; Moreno Alonso, M.; Soria Mesa, E., Bandoleros, disidentes, desafectos y expatriados modernos, Barcelona, Nuevas ediciones de bolsillo, 2006
- García Cárcel, R.; Quílez Corella, F. M., La máscara reial: festa i al-legoria a Barcelona l'any 1764, Barcelona, Museu Nacional d'Art de Catalunya, 2001
- García Cárcel, R.; Alabrús Iglésias, R., ¿Austrias o Borbones? La España de 1700, Madrid, Alianza, 2000
- García Cárcel, R.; Moreno Martínez, D., Inquisición: Historia Crítica, Madrid, Temas de Hoy, 2000
- García Cárcel, R.; Fernández Díaz, R., Los Borbones: siglo XVII, fin de los Austrias y llegada de los Borbones, Madrid, Espasa-Calpe, 1997
- García Cárcel, R., Mateo Bretos, L., La Leyenda Negra, Madrid, Anaya, 1990
- García Cárcel R.; Fuster, J., La Inquisición, Valencia, Consejo Valenciano de Cultura, 1985
- García Cárcel, R.; Martínez Ruiz, M. V., Población, jurisdicción y propiedad del Obispado de Girona: siglos XIV-XVII, Gerona, Col-legi Universitari de Girona, 1976
- García Cárcel, R.; Ciscar Pallarés, E., Moriscos i agermanats, Valencia, L'Estel, 1974

## Premios
- V Premio "Así Fue 2002. La historia rescatada" de la editorial Plaza & Janés por su libro Felipe V y los españoles.
- V Premio Internacional de Ensayo "Caballero Bonald" (2008).
- Premio Nacional de Historia (2012), por la obra La herencia del pasado. Las memorias históricas de España.[2]